# Republikanska partiets primärvalsdebatter 2012
Det Republikanska partiets primärvalsdebatter 2012 var den urvalsprocess i vilken det Rupublikanska partiets väljare valde delstatsdelegater till Republican National Convention. Detta nationella konvent valde därefter sin kandidat till posten som USA:s president. Primärvalsprocessen började 2011 med ett tämligen brett startfält. Mitt Romney, före detta guvernör i Massachusetts, hade förberett sig för att ställa upp som presidentkandidat sedan det förra presidentvalet 2008, då Barack Obama vann, och blev tidigt en favorittippad kandidat. Dock saknade han stöd från partiets konservativa falang och i media ställdes frågan vilken kandidat som skulle bli "anti-Romney". I februari 2012 stod det klart att loppet stod mellan fyra kandidater, den förre talmannen Newt Gingrich, kongressmannen Ron Paul, den förre guvernören Romney och den före detta senatorn Rick Santorum. De tre första primärvalen vanns av tre olika kandidater. Santorum vann knappt över Romney i Iowa. Därefter vann Romney i New Hampshire, men förlorade i South Carolina till Gingrich.

## Resultat
| Kandidat         | Titel                     | Hemstat       | "Popular vote" | Delstater med 1:a-plats | Delstater med 2:a-plats | Delstater med 3:e-plats |
| Mitt Romney      | Former Governor           | Massachusetts | 9,947,433      | 37 Alaska, Arizona, Arkansas, California, Connecticut, Delaware, Florida, Hawaii, Idaho, Illinois, Indiana, Kentucky, Maine, Maryland, Massachusetts, Michigan, Montana, Nebraska, Nevada, New Hampshire, New Jersey, New Mexico, New York, North Carolina, Ohio, Oregon, Pennsylvania, Rhode Island, South Dakota, Texas, Utah, Vermont, Virginia, Washington, West Virginia, Wisconsin, Wyoming Territories: American Samoa, Guam, Northern Mariana Islands, Puerto Rico, and the District of Columbia | 9 Colorado, Georgia, Iowa, Kansas, Louisiana, Missouri, Oklahoma, South Carolina, Tennessee Territories: U.S. Virgin Islands | 4 Alabama, Minnesota, Mississippi, North Dakota |
| Rick Santorum    | Former U.S. Senator       | Pennsylvania  | 3,816,110      | 11 Alabama, Colorado, Iowa, Kansas, Louisiana, Minnesota, Mississippi, Missouri, North Dakota, Oklahoma, Tennessee | 15 Alaska, Arizona, Hawaii, Idaho, Illinois, Nebraska, Maryland, Massachusetts, Michigan, New Mexico, Ohio, Pennsylvania, West Virginia, Wisconsin, Wyoming Territories: Northern Mariana Islands, Puerto Rico                                                         | 17 Arkansas, California, Florida, Georgia, Indiana, Kentucky, Maine, Montana, New Jersey, North Carolina, Oregon, South Carolina, South Dakota, Texas, Utah, Vermont, Washington Territories: U.S. Virgin Islands |
| Newt Gingrich    | Former U.S. House Speaker | Georgia       | 2,689,771      | 2Georgia, South Carolina | 5 Alabama, Delaware, Florida, Mississippi, Nevada | 11 Arizona, Colorado, Connecticut, Kansas, Louisiana, Maryland, New York, Ohio, Oklahoma, Rhode Island, Tennessee Territories: District of Columbia                                                               |
| Ron Paul         | U.S. Representative       | Texas         | 2,017,957      | 0 Territories: U.S. Virgin Islands | 21 Arkansas, California, Connecticut, Indiana, Kentucky, Maine, Minnesota, Montana, New Hampshire, New Jersey New York, North Carolina, North Dakota, Oregon, Rhode Island, South Dakota, Texas, Utah, Vermont, Virginia, Washington Territories: District of Columbia | 16 Alaska, Delaware, Idaho, Illinois, Iowa, Hawaii, Nebraska, Massachusetts, Michigan, Missouri, Nevada, New Mexico, Pennsylvania, West Virginia, Wisconsin, Wyoming Territories: Northern Mariana Islands        |
| Jon Huntsman     | Former Governor           | Utah          | 83,173         | 0 | 0 | 1 New Hampshire |
| Rick Perry       | Governor                  | Texas         | 42,251         | 0 | 0 | 0 |
| Michele Bachmann | U.S. Representative       | Minnesota     | 35,089         | 0 | 0 | 0 |
| Buddy Roemer     | Former Governor           | Louisiana     | 33,212         | 0 | 0 | 0 Territories: Puerto Rico |
| Herman Cain      | None                      | Georgia       | 13,538         | 0 | 0 | 0 |
| Gary Johnson     | Former Governor           | New Mexico    | 4,286          | 0 | 0 | 0 |